# پل بند خره خهکی
پل بند خره خهکی مربوط به سده‌های متاخر دوران‌های تاریخی پس از اسلام است و در شهرستان گچساران، بخش مرکزی، دهستان لیشتر، ۳ کیلومتری شمال شرق روستای انبارگاه واقع شده و این اثر در تاریخ ۱۳ آبان ۱۳۸۶ با شمارهٔ ثبت ۱۹۷۴۵ به‌عنوان یکی از آثار ملی ایران به ثبت رسیده است.